# میلوراد کارالیچ
میلوراد کارالیچ (سیریلیک صربی: Милорад Каралић؛ زادهٔ ۷ ژانویهٔ ۱۹۴۶) بازیکن هندبال اهل یوگسلاوی بود.